# فیلیپا فوت
فیلیپا فوت (به انگلیسی: Philippa Foot) (۲۰۱۰–۱۹۲۰) فیلسوف بریتانیایی بود. همراه با الیزابت انسکوم، او از احیاکنندگان اخلاقِ فضیلتی در قرن بیستم و متأثر از ارسطو بود. فوت از جمله بابت استدلال‌هایش بر ضد فایده‌گرایی و ناشناخت‌گرایی مشهور است. آزمایش فکری مشهور مسئله تراموا اولین بار در آثار او مطرح شده‌است.
فوت نوهٔ گروور کلیولند، رئیس‌جمهور پیشین آمریکا بود.

## زندگی‌نامه
فیلیپا روث بوزانکت، دختر ایستر کلیولند (۱۸۹۳–۱۹۸۰) و کاپیتان سیدنی بنس بوزانکت (۱۸۹۳–۱۹۶۶) از گارد پیاده‌نظام سلطنتی ارتش بریتانیا بود. پدربزرگ او از طرف پدری «سِر فردریک آلبرت بوزانکت» قاضی، وکیل مدافع و قاضی عالی لندن در سالهای(۱۹۰۰ تا ۱۹۱۷)بود. پدربزرگ او از سمت مادری «گروور کلیوند» رئیس‌جمهور دوره‌های (۲۲ و ۲۴ام) آمریکا بود.
فوت در سالهای(۱۹۳۹ تا ۱۹۴۲)به صورت خصوصی در کالج سامرویل آکسفورد تحصیل کرد، جاییکه مدرک خود را با عنوان شاگرد ممتاز در فلسفه، سیاست و اقتصاد بدست آورد.
همکاری او با سامرویل تا پایان عمرش ادامه داشت و تنها در سالهای(۱۹۴۲ تا ۱۹۴۷)که به عنوان اقتصاددان در دولت مشغول به کار بود در این ارتباط وقفه افتاد. او مدرس فلسفه بود (۱۹۴۷–۱۹۵۰) استاد و از اعضای دانشگاه (۱۹۵۰–۱۹۶۹) استاد ارشد پژوهشی (۱۹۶۹–۱۹۸۸) و عضو افتخاری (۱۹۸۸–۲۰۱۰) او ساعتهای طولانی را در آنجا به مناظره با گرترود الیزابت مارگارت اَنسکوم پرداخت، کسیکه بعداً متقاعدش کرد ناشناخت‌گرایی خطاست.
فوت در دهه‌های(۶۰ و ۷۰)میلادی استاد مهمان دانشگاه‌های آمریکایی از جمله کرنل، MIT، برکلی و دانشگاه شهر نیویورک بود. در سال(۱۹۷۶) به عنوان استاد فلسفه دانشگاه کالیفرنیا منصوب شد و تا سال (۱۹۹۱) در آنجا تدریس کرد. او همواره زمانش را بین انگلیس و آمریکا تقسیم می‌کرد و دررفت‌وآمد بود.
برخلاف باور شایع، فوت مؤسس آکسفام نبود و ۶سال پس از تأسیس به این مؤسسه پیوست. خداناباور بود و تنها یکبار با تاریخ‌شناس(M. R. D.) فوت ازدواج کرد و همزمان با آیریس مرداک -نویسنده- آپارتمانی داشت. او در سال ۲۰۱۰ و در تولد ۹۰ سالگی‌اش از دنیا رفت.

## آثار
Virtues and Vices and Other Essays in Moral Philosophy. Berkeley: University of California Press; Oxford: Blackwell, 1978 (there are more recent editions).
Natural Goodness. Oxford: Clarendon Press, 2001.
Moral Dilemmas: And Other Topics in Moral Philosophy, Oxford: Clarendon Press, 2002.